# Angelic Upstarts
Angelic Upstarts är ett brittiskt punkband. Det bildades i South Shields i nordöstra England 1977, inspirerat av Sex Pistols och Clash. De anser sig vara ett arbetarklassband. På grund av bandets vänsterpolitiska framtoning så har de uppstått mycket våld under deras spelningar när antifascister och högerextremister drabbat samman. Den drivande i bandet är och har alltid varit sångaren Thomas 'Mensi' Mensforth som skrivit en stor del av bandets texter. Mensi dog den 10 december 2021 i sviterna av Covid19, 65 år gammal 

## Diskografi
Studioalbum
- 1979 – Teenage Warning (#29 på UK Albums Chart)
- 1980 – We Gotta Get out of This Place (UK #54)
- 1981 – 2,000,000 Voices (UK #32)
- 1982 – Still from the Heart
- 1983 – Reason Why?
- 1984 – Last Tango in Moscow
- 1986 – Power of the Press
- 1987 – Blood on the Terraces
- 1991 – Bombed Out
- 2002 – Sons Of Spartacus
- 2011 – The Dirty Dozen
- 2015 – Bullingdon Bastards

Livealbum
- 1981 – Angelic Upstarts Live (UK #27)
- 1985 – Live in Yugoslavia
- 1988 – Live & Loud
- 1991 – Greatest Hits Live
- 1994 – Live in Lubeck 1989
- 2001 – Live from the Justice League
- 2001 – Anthems Against Scum

Samlingsalbum
- 1983 – Angel Dust - The Collected Highs
- 1985 – Bootlegs & Rarities
- 1991 – Lost & Found
- 1991 – Alternative Chartbusters
- 1993 – Kids on the Streets
- 1995 – The Independent Punk Singles Collection
- 1997 – Rarities
- 1999 – The EMI Punk Years
- 1999 – Who Killed Liddle
- 2004 – Punk Singles Collection

Singlar (topp 100 på UK Singles Chart)
- 1979 – "I'm an Upstart" / "Leave Me Alone" (UK #31)
- 1979 – "Teenage Warning" / "The Young Ones" (#29)
- 1979 – "Never 'ad Nothin' " / "Nowhere Left to Hide" (#52)
- 1980 – "Out of Control" / "Shotgun Solution" (#58)
- 1980 – "We Gotta Get Out of this Place" / "Unsung Heroes" (#65)
- 1980 – "Last Night Another Soldier" / "I Wish" (#51)
- 1981 – "Kids on the Street" / "The Sun Never Shines" (#57)